# 村井修
村井 修（むらい おさむ　1928年（昭和3年）9月27日 - 2016年（平成28年）10月23日）は日本の写真家。

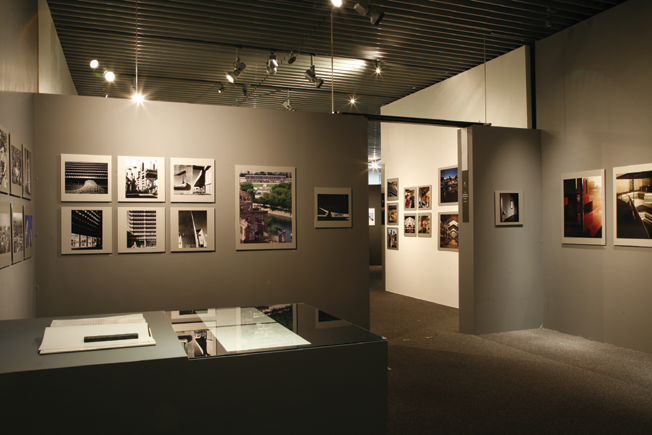
ギャラリーA4『都市の記憶』

## 経歴と活動
愛知県半田市出身。愛知県立第七中学校（現・愛知県立半田高等学校）を経て、1950年東京写真工業専門学校（現・東京工芸大学）を卒業。
建築や彫刻を被写体とした写真家活動を始め、東京で独立。小田仁二郎、瀬戸内晴美（寂聴）らによる同人誌「Z」の表紙（写真）を担当する。新旧東京都庁舎ほか一連の丹下健三の建築、白井晟一の作品など数多くの建築物を撮影し、1980年代には数年間に及ぶ京都迎賓館の撮影を手掛けた。シドニー・オペラハウス、関西国際空港、中部国際空港、東京駅などの写真を撮影・発表している。彫刻分野では、佐藤忠良、流政之、澄川喜一らの作品を撮影。アメリカ・タイム社の取材にもかかわり、雑誌『LIFE』のテーマ「家族」日本編を担当するなど活躍は国内外、多岐に及ぶ。

## 受賞歴
- 1983年 1人の写真家の眼を通した長期取材と著作「世界の広場と彫刻」により第37回毎日出版文化賞特別賞
- 1990年 第6回東川賞国内作家賞
- 2010年 日本建築学会賞文化賞
- 2012年 日本写真家協会功労賞
- 2014年 ヴェネツィア・ビエンナーレ金獅子賞をグループ受賞

## 過去の主な展覧会
- 「カメラでとらえた彫刻と空間」（新宿・風月堂ギャラリー）1957年
- 「建築へ写真へ」名古屋・東京・ソウル巡回　1982-84年
- 「世界の広場と彫刻」（英題：HARMONY/Sculpture & Environment）

　米ハーバード大学ほか日本国内巡回展　1986-87年
- 「石の記憶」（英題：Remembrance in Stone）ニューヨーク、東京展　1994-96年
- 「パリ・都市の詩学」東京・大阪・名古屋巡回展　1997-98年
- 「港町グラフィックス」東京（アユミ・ギャラリー）　1999年
- 「村井修の空間・光とかたち 1955-1995」東京（写大ギャラリー／東京工芸大学）　1999年
- 「シドニーオペラハウスの光と影」東京・大阪展　2001-02年
- 「東京-街の余白」（路傍の聖域）東京　2003年
- 「世界の広場と彫刻」（英題：HARMONY/Sculpture & Environment）イタリアのローマ、テラモ2005年
- 韓国建築家協会（KIA）招待・企画展　2005年
- 「金寿根の建築」ソウル　2006年
- 「都市の記憶」東京展（ギャラリーA4）2006年[4]
- ヴェネツィア・ビエンナーレ韓国館展示　2014年
- 村井修半田写真展「めぐり逢ひ」／CROSSING PATHS 2016年9月16日-10月16日

## 著作
- 1970年『旧帝国ホテル実證的研究』明石信道著　東光堂
- 1975年『外空間』共著　誠文堂新光社
- 1975年『丹下健三　建築と都市』　世界文化社
- 1975年『白井晟一」（現代の建築家）　鹿島出版会
- 1979年『金壽根』（現代の建築家）　鹿島出版会
- 1981年『林雅子』（現代の建築家）　鹿島出版会
- 1981年『李朝の建築』共著　求龍堂
- 1981年『滝谷妙成寺』　日蓮宗新聞社
- 1983年『写真都市」　用美社
- 1983年『世界の広場と彫刻』現代彫刻懇談会、（第37回 毎日出版文化賞 特別賞受賞）　中央公論社
- 1985年「富士見町教会旧会堂のこと」日本基督教団富士見町教会
- 1985年『新国技館の記録』（国技の殿堂を支える空間と技術）　鹿島出版会
- 1985年「傑出への旅立ち」ブラザー工業株式会社
- 1986年『環境造形Q』空間造形コンサルタント
- 1986年『札幌芸術の森 野外美術館』財団法人札幌芸術の森
- 1989年『東京キリスト教青年会本館（YMCA）』（第2代・1929-1988）東京キリスト教青年会
- 1989年『写真集 光・形 TAKENAKA』　求龍堂
- 1989年『記憶の風景』自主出版
- 1989年『石の記憶』（第6回 東川賞受賞）リブロポート
- 1990年『前川國男作品集-建築の方法』美術出版社
- 1992年『AZUMA』（彫刻作品集）リブロポート
- 1992年「愛知県美術館総合図録」芸術文化センター
- 1992年『齋藤裕』（現代の建築家）鹿島出版会
- 1993年『From north住・集』上遠野徹作品集　個人出版
- 1993年『建築に潜む自然 TAKENAKA』　六耀社
- 1993年『街かどのハーモニー』（村井修が撮った世界の彫刻）愛知芸術文化センター
- 1994年『Gloria Chapel』設計 鬼頭梓（グロリアチャペル建設の記録）キリスト品川教会
- 1994年『関西国際空港 旅客ターミナルビル』講談社
- 1995年『柳澤孝彦』（美術館の空間とディテール）SD9507鹿島出版会
- 1995年『パブリック・アートの現在形』（新宿アイランド・アート計画）SD別冊27　鹿島出版会
- 1996年『そりのあるかたち』澄川喜一作品集　平凡社
- 1996年『パリ・都市の詩学』共著　河出書房新社
- 1997年『柳澤孝彦』（劇場の空間構成）鹿島出版会
- 2001年『シドニーオペラハウスの光と影』共著　彰国社
- 2001年『王国』高松伸作品集　青幻舎
- 2003年『森の美術館』宮本忠長作品集　中公出版
- 2004年『フランク・ロイド・ライトの帝国ホテル』共著　建築資料研究所
- 2010年『京都迎賓館』平凡社
- 2016年『TIME AND LIFE -時空-』赤々舎

## 作品収蔵先
- 東京工芸大学芸術学部写大ギャラリー
- 東京都写真美術館
- 東京都写真美術館・平成26年度収蔵作品